# Джоаджу-Бей
Джоаджу-Бей (рум. Geoagiu-Băi) — село у повіті Хунедоара в Румунії. Адміністративно підпорядковане місту Джоаджу.
Село розташоване на відстані 283 км на північний захід від Бухареста, 20 км на схід від Деви, 99 км на південь від Клуж-Напоки.

## Населення
За даними перепису населення 2002 року у селі проживали 419 осіб, з них 412 осіб (98,3%) румунів. Рідною мовою 412 осіб (98,3%) назвали румунську.